# Вотома (Вісконсин)
Вотома (англ. Wautoma) — місто (англ. city) в США, в окрузі Вошара штату Вісконсин. Населення — 2142 осіб (2019).

## Географія
Вотома розташована за координатами 44°4′3″ пн. ш. 89°17′28″ зх. д. / 44.06750° пн. ш. 89.29111° зх. д. (44.067377, -89.291119).  За даними Бюро перепису населення США в 2010 році місто мало площу 7,06 км², з яких 6,95 км² — суходіл та 0,11 км² — водойми.

## Демографія
Згідно з переписом 2010 року, у місті мешкало 2218 осіб у 945 домогосподарствах у складі 487 родин. Густота населення становила 314 осіб/км².  Було 1061 помешкання (150/км²).
Расовий склад населення:
| - 88,3 % — білих - 1,4 % — чорних або афроамериканців - 0,7 % — корінних американців - 0,4 % — азіатів - 6,3 % — осіб інших рас |

До двох чи більше рас належало 2,9 %. Частка іспаномовних становила 15,8 % від усіх жителів.
За віковим діапазоном населення розподілялося таким чином: 25,3 % — особи молодші 18 років, 57,5 % — особи у віці 18—64 років, 17,2 % — особи у віці 65 років та старші. Медіана віку мешканця становила 35,4 року. На 100 осіб жіночої статі у місті припадало 101,8 чоловіків;  на 100 жінок у віці від 18 років та старших — 97,4 чоловіків також старших 18 років.
Середній дохід на одне домашнє господарство  становив 37 232 долари США (медіана — 26 875), а середній дохід на одну сім'ю — 48 742 долари (медіана — 45 662). Медіана доходів становила 32 083 долари для чоловіків та 36 094 долари для жінок. За межею бідності перебувало 18,1 % осіб, у тому числі 16,1 % дітей у віці до 18 років та 21,5 % осіб у віці 65 років та старших.
Цивільне працевлаштоване населення становило 806 осіб. Основні галузі зайнятості: освіта, охорона здоров'я та соціальна допомога — 22,6 %, виробництво — 18,2 %, мистецтво, розваги та відпочинок — 18,1 %.